# Pârscov
Pârscov è un comune della Romania di 6 098 abitanti, ubicato nel distretto di Buzău, nella regione storica della Muntenia.
Il comune è formato dall'unione di 12 villaggi: Bădila, Curcănești, Lunca Frumoasă, Oleșești, Pîrjolești, Pârscov,  Robești, Runcu, Tîrcov, Tocileni, Trestieni, Valea Purcarului.